# Альварес, Барбара
Ба́рбара А́льварес (исп. Bárbara Álvarez, род. 3 января 1970, Монтевидео) — аргентинский кинооператор.

## Биография
В 1988—1991 изучала массмедиа в Католическом университете Уругвая. С 1992 начала работать ассистентом кинооператора, с 1995 — главным кинооператором. В 1997 прослушала курс в Международной школе кино и телевидения в Сан-Антонио-де-лос-Баньос (Куба). Снимает фильмы в Аргентине, Уругвае, Чили, Бразилии.

## Избранная фильмография
- 2001: 25 Ватт/ 25 Watts (Хуан Пабло Ребелья, Пабло Столль)
- 2003: Путешествие к морю/ El Viaje hacia el mar (Гильермо Касанова)
- 2004: Виски/ Whisky (Хуан Пабло Ребелья, Пабло Столль; специальная премия жюри на МКФ имени братьев Манаки, Македония, за лучшую операторскую работу)
- 2006: Охранник/ El Custodio (Родриго Морено)
- 2007: Угри/ Acné (Федерико Вейрох)
- 2008: Женщина без головы/ La mujer sin cabeza (Лукресия Мартель; номинация на премию Аргентинской киноакадемии за лучшую операторскую работу)
- 2009: Головоломка/ Rompecabezas (Наталия Смирнофф)
- 2010: Жизнь рыб/ La vida de los peces (Матиас Бисе)
- 2012: С четверга по воскресенье/ De jueves a domingo (Доминга Сотомайор)
- 2012:  Собачье мясо/ Carne de perro (Фернандо Гуццони)
- 2012:  O Gorila (Жозе Эдуарду Белмонти)
- 2013: /Solo (Гильермо Рокамора)